# Беккер, Вильгельм (ботаник)
Вильгельм Беккер (24 января 1874, Хальберштадт — 12 октября 1928, Берлин) — немецкий ботаник, систематик. Специализировался на роде Viola.

## Биография
Вильгельм Беккер родился в Хальберштадте, в семье высокопоставленного военного Фрица Беккера. После того как семья переехала в Берлин, Вильгельм поступил в Гимназию Фридрихса. Братья Роман и Отто Ойген Шульцы привили ему интерес к ботанике. С 1889 года учился в подготовительном институте и педагогическом колледже в Хальберштадте, где его интерес к природе получил дальнейшее развитие через друга, который владел гербарием Бонхорста. В 1894 году получил должность учителя в районе Веттельроде в Зангерхаузене. С открытием фиалки персиколистной (Viola persicifolia) Вильгельм отдал предпочтение изучению рода Viola. С 1902 года преподавал в начальных школах. В свободное время работал над монографией о фиалках в районе Кирхмезер в Бранденбурге. К сожалению, эта работа осталась незавершенной. Скончался в октябре 1928 года в Шарите в Берлине. Состоял членом Тюрингенской ботанической ассоциации более 30 лет.

## Работы
- Vorarbeiten zu einer Flora Bayerns. Familie der Violaceen. In: Berichte der Bayerischen Botanischen Gesellschaft zur Erforschung der Flora, Band 8,2: 248—281, 1901.
- Die Veilchen der bayerischen Flora mit Berücksichtigung des übrigen Deutschlands. — In: Berichte d. Bayr. Bot. Ges. VIII, 2, 1902, S. 249—281.
- Systematische Behandlung der Viola arvensis auf Grundlage unserer phylogenetischen Kenntnisse. — In: Mitt. Thür. Bot. Ver., N. F. 19, 1904, S. 26-49.